# Jerzy Cegielski

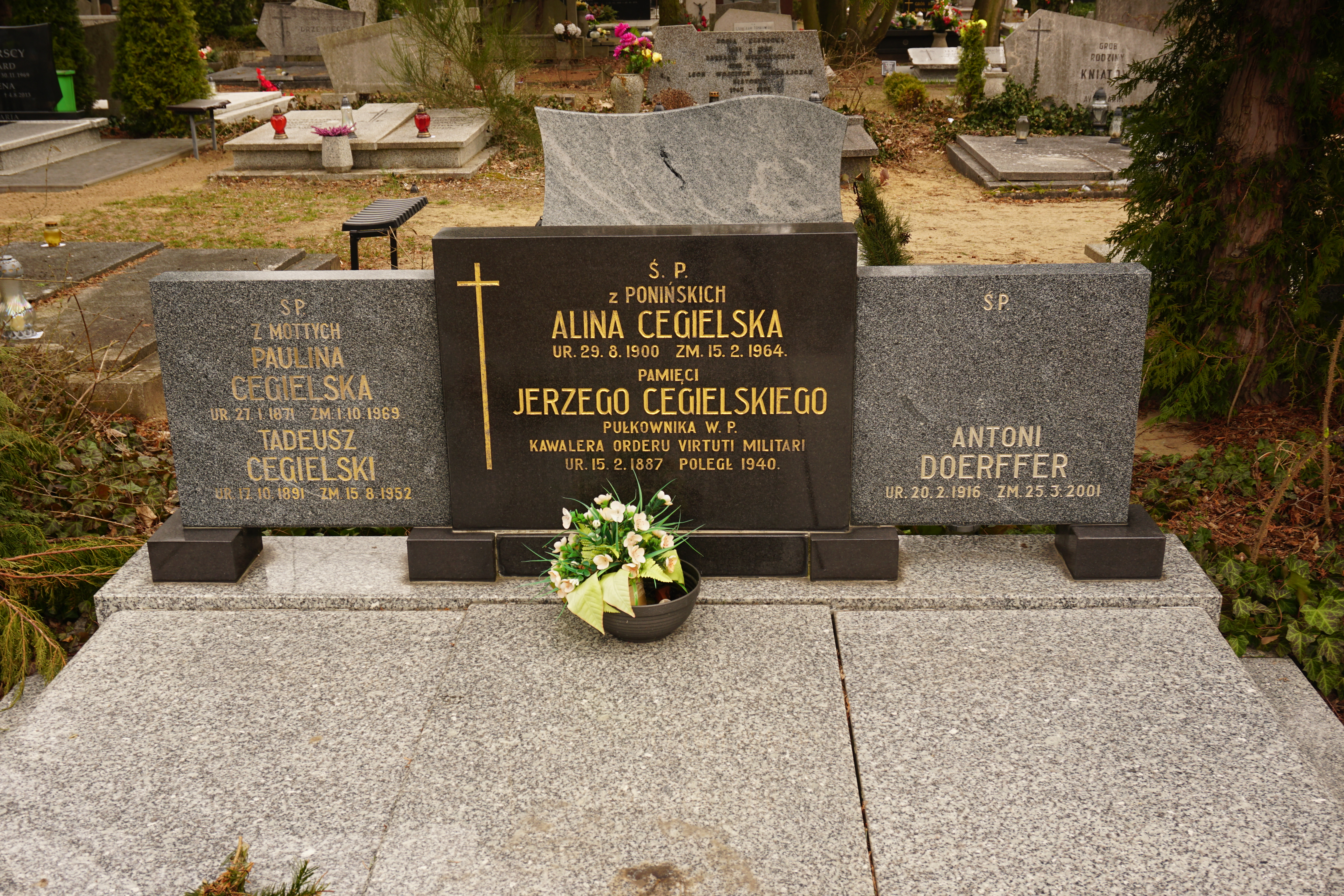
Grób symboliczny ppłk Jerzego Cegielskiego na Cmentarzu Junikowo w Poznaniu

Jerzy Wojciech Faustyn Cegielski (ur. 15 lutego 1887 w Poznaniu, zm. wiosną 1940 w Charkowie) – podpułkownik artylerii Wojska Polskiego, kawaler Orderu Virtuti Militari, ofiara zbrodni katyńskiej.

## Życiorys
Jerzy Cegielski urodził się w Poznaniu, w rodzinie Stefana (1852–1921) i Albertyny z Nieżychowskich (1857–1894). Był wnukiem Hipolita Cegielskiego.
Uczył się w Gimnazjum św. Marii Magdaleny w Poznaniu, w którym 13 lutego 1908 zdał maturę. Następnie uczył się praktycznie rolnictwa w wielu majątkach w Wielkopolsce. 1 października 1910 wstąpił jako jednoroczny ochotnik do niemieckiego 20 pułku artylerii polowej w Poznaniu. 1 października 1911 zakończył służbę w stopniu kaprala rezerwy. W 1912 rozpoczął studia agronomiczne na Uniwersytecie Wrocławskim, które następnie kontynuował w Berlinie i Lipsku.
4 sierpnia 1914 został zmobilizowany do armii niemieckiej. W czasie I wojny światowej walczył w szeregach 32 pułku artylerii polowej ciężkiej, a następnie 19 pułku artylerii polowej Obrony Krajowej. 15 czerwca 1915 pod Lille został ranny. 27 grudnia 1918 zakończył służbę w armii niemieckiej.
5 lutego 1919 wstąpił do Sił Zbrojnych Polskich w byłym zaborze pruskim. Został przydzielony do 1 pułku artylerii polowej wielkopolskiej, późniejszego 15 pułku artylerii polowej na stanowisko dowódcy 7. baterii. W czasie wojny z bolszewikami dowodził I dywizjonem. 15 lipca 1920 został zatwierdzony z dniem 1 kwietnia 1920 w stopniu majora, w artylerii, w grupie oficerów byłej armii niemieckiej. Wyróżnił się 21 sierpnia 1920 w bitwie warszawskiej. 8 września 1920 dowódca 15 pap, podpułkownik Rudolf Niemira we wniosku na odznaczenie Orderem Virtuti Militari napisał:

dnia 21 sierpnia 1920 został I dywizjon, maszerując na drodze z Ostrowi Mazowieckiej do Zambrowa, otoczony przez 86 Brygadę piechoty bolszewickiej, która się przebijała ze wschodu i (...) do wyżej wymienionej (...), i to w ten sposób, że udało się nieprzyjacielowi odciąć 3. baterię od 1. i 2. baterii. Wobec wielkiej liczebnej przewagi nieprzyjaciela – I dywizjon maszerował z jednym batalionem 59 pułku piechoty – zaczynała sytuacja być bardzo krytyczna, mimo że 1, i 2. bateria prażyła ciągle tyraliery bolszewickie. Wtenczas mjr Cegielski, zebrawszy wszystkich zbytecznych artylerzystów 1. i 2. baterii, (...) także kulomioty tych baterii, uderzył na czele tej garstki ludzi na nieprzyjaciela. Po ciężkiej walce udało się rozbić piechotę bolszewicką, która się w lesie (...), pozostawiając wielu rannych i zabitych, i przez to (...) uratować odciętą zupełnie 3. baterię.

Po zakończeniu działań wojennych pozostał w Wojsku Polskim jako oficer zawodowy i kontynuował służbę w 15 pap w Bydgoszczy. W 1921 został przydzielony do Obozu Szkolnego Artylerii w Toruniu na stanowisko instruktora Szkoły Podoficerów Zawodowych Artylerii. 3 maja 1922 został zweryfikowany w stopniu majora ze starszeństwem od 1 czerwca 1919 i 124. lokatą w korpusie oficerów artylerii. W styczniu 1926 został przydzielony do dywizjonu szkolnego artylerii Okręgu Korpusu Nr VII w Śremie na stanowisko dowódcy. W lipcu 1927 został przeniesiony do 1 pułku artylerii polowej Legionów w Wilnie na stanowisko dowódcy III dywizjonu. 23 stycznia 1928 prezydent RP Ignacy Mościcki nadał mu stopień podpułkownika z dniem 1 stycznia 1928 w korpusie oficerów artylerii i 6. lokatą. W lipcu tego roku został zatwierdzony na stanowisku zastępcy dowódcy pułku. 21 stycznia 1930 otrzymał przeniesienie do 3 pułku artylerii polowej Legionów w Zamościu na stanowisko dowódcy pułku. W grudniu 1931 został zwolniony z zajmowanego stanowiska i oddany do dyspozycji dowódcy Okręgu Korpusu Nr II, z dniem 30 kwietnia 1932 przeniesiony w stan spoczynku.
Od 1 grudnia 1933 mieszkał w Bielsku przy ul. Blichowej 68 m. 4. Pracował w banku. W 1934, jako oficer stanu spoczynku pozostawał w ewidencji Powiatowej Komendy Uzupełnień Bielsko. Posiadał przydział do Oficerskiej Kadry Okręgowej Nr VII. Był wówczas „przewidziany do użycia w czasie wojny”.
Po agresji ZSRR na Polskę w nieznanych okolicznościach dostał się do niewoli sowieckiej i przebywał w obozie w Starobielsku. Wiosną 1940 został zamordowany przez funkcjonariuszy NKWD w Charkowie i pogrzebany potajemnie w bezimiennej mogile zbiorowej w Piatichatkach, gdzie od 17 czerwca 2000 mieści się oficjalnie Cmentarz Ofiar Totalitaryzmu w Charkowie. Figuruje na Liście Starobielskiej NKWD, pod poz. 3618. Jego grób symboliczny znajduje się na Cmentarzu Junikowo w Poznaniu (pole 9-5-A-26).
Był żonaty z Aliną z Ponińskich (1900–1964), z którą miał córkę Zofię (1926–2022) i syna Stefana (1928–1983).

## Ordery i odznaczenia
- Krzyż Srebrny Orderu Wojskowego Virtuti Militari nr 1434[1] – 13 maja 1921[35][36]
- Krzyż Walecznych dwukrotnie[37] (po raz drugi w 1921[38])
- Medal Pamiątkowy za Wojnę 1918–1921[8]
- Medal Dziesięciolecia Odzyskanej Niepodległości[8]

W „Rocznikach Oficerskich” 1923, 1924 i 1928 figuruje jako odznaczony francuskim Krzyżem Wojennym, lecz sam zainteresowany, wypełniając 14 czerwca 1933 kwestionariusz kawalera Orderu Virtuti Militari, nie wspomniał o tym odznaczeniu.

## Upamiętnienie
- 11 listopada 1976 „w hołdzie ofierze życia Żołnierzy Polskich, zamordowanych w 1940 roku w Związku Sowieckich Republik” Prezydent RP na Uchodźstwie Stanisław Ostrowski podpisał Zarządzenie, które umożliwiło udekorowanie Pomnika Katyńskiego w Londynie[39] Srebrnym Krzyżem Orderu Wojennego Virtuti Militari.
- 5 października 2007 minister obrony narodowej Aleksander Szczygło mianował go pośmiertnie na stopień pułkownika[40][41][42]. Awans został ogłoszony 9 listopada 2007 w Warszawie, w trakcie uroczystości „Katyń Pamiętamy – Uczcijmy Pamięć Bohaterów”[43][44][45].